# Vanessa Angel
Vanessa Madeline Angel, född 10 November 1966 i London, är en brittisk skådespelerska och tidigare fotomodell.

## Biografi
Angel upptäcktes av en scout på ett café i London vid 16 års ålder, skrev på för modellagenturen Ford Models, flyttade till New York och var med på omslag för Cosmopolitan och Vogue. Hennes första filmroll var en mindre roll i komedin Spioner är vi allihopa från 1985. 
Angel hade huvudrollen i TV-serien Weird Science från 1994 till 1998, som är en bearbetning av långfilmen Drömtjejen och i vilken Angel spelar samma roll som Kelly LeBrock gjorde i långfilmen.
Hon var rollbesatt att spela Xena som gästroll i ett avsnitt äventyrsserien Herkules, men fick tacka nej på grund av sjukdom. Rollen gick då till Lucy Lawless och blev snart därefter en egen spinoffserie.

## Filmografi (urval)
- 1985 – Spioner är vi allihopa
- 1988 – McCall (TV-serie) (1 avsnitt)
- 1990 – King of New York
- 1991 – Baywatch (TV-serie) (3 avsnitt)
- 1993 – Melrose Place (TV-serie) (2 avsnitt)
- 1994 – Time Trax (TV-serie) (1 avsnitt)
- 1994–1998 – Weird Science (TV-serie) (88 avsnitt)
- 1996 – Kingpin
- 1997 – Veronica (TV-serie) (2 avsnitt)
- 2000 – Stargate SG-1 (TV-serie) (3 avsnitt)
- 2004 – Out for Blood
- 2005 – Entourage (TV-serie) (1 avsnitt)
- 2012 – Californication (TV-serie) (1 avsnitt)